# Romanus Weichlein
Romanus Weichlein (Linz, 20 november 1652 - Kleinfrauenhaid, 8 september 1706), geboren als Andreas Franz Weichlein, was een Oostenrijkse barokcomponist, violist en lid van de benedictijner orde.

## Levensloop
Weichlein werd in Linz geboren als zoon van de organist en restauranteigenaar Johann Weichlein en zijn echtgenote Sabina. Het echtpaar kreeg in totaal negen kinderen.

### Klooster en studie
Op 6 januari 1671 trad Andreas Franz officieel in bij het benedictijnerklooster van Lambach. Bij deze gelegenheid veranderde hij zijn voornaam in Romanus. Op 30 december van dat jaar begon hij aan de Benedictijnse universiteit van Salzburg aan een studie en in 1673 behaalde hij hier een doctoraat in de filosofie. 

### Muzikale ontwikkeling
Romanus Weichlein kwam uit een muzikale familie. Zijn oudere broer Magnus was al in 1666 ingetreden bij de benedictijnen van Lambach en zou net als Romanus actief worden in de muziek. Hun vader Johann was begonnen als organist in het klooster van Zwettle en sinds 1639 werkte hij als stadsorganist in Linz.
Tijdens zijn studiejaren in Salzburg leerde Weichlein de componist Heinrich Ignaz Franz Biber kennen. Hierdoor zal hij zijn gemotiveerd om zijn vioolspel verder te verbeteren en zijn leven te wijden aan muziek.
Ook de abdij van Lambach was een belangrijke inspiratiebron: deze abdij stond destijds namelijk bekend om zijn hoogstaande muziekleven. De uitvoeringen in de abdij deden niet onder voor de Weense hofkapel.

### Priester
Na zijn studietijd ging Weichlein aan de slag als priester en musicus bij diverse kerken en kloosters. In 1684 was hij priester in Oberkirchen.
Weichlein was van 1687 tot 1690 werkzaam als priester en huiscomponist bij het benedictinessenklooster Nonnberg. Dit klooster ligt in de buurt van Salzburg en dat gaf Weichlein de mogelijkheid om opnieuw contact te leggen met Biber. Mogelijk heeft hij ook kennis gemaakt met de componist Georg Muffat, die destijds werkzaam was in Salzburg.
In 1688 trad Weichlein op in de kathedraal van Passau en oogstte daar veel lof met zijn uitvoering van een zelf geschreven vioolsonate.
In 1691 vertrok Weichlein naar het nieuwe vrouwenklooster Zum Heiligen Kreuz bij Klausen. Ook hier werkte hij als priester en huiscomponist. Hij introduceerde instrumentale begeleiding bij de gezangen, componeerde nieuwe muziek en bracht de kwaliteit van de muziekuitvoeringen naar een hoger niveau. 

### Hongarije
In 1705 overleed Severin Plaß, de abt van het klooster van Lambach. Weichlein werd nu teruggeroepen naar Lambach. De nieuwe abt stuurde hem al snel naar het Hongaarse dorpje Maria Haid (het tegenwoordige Kleinfrauenhaid) om daar als dorpspriester aan de slag te gaan. Maria Haid was in 1692 door prins Paul I Esterházy aan het klooster van Lambach geschonken nadat het dorp was verwoest door de Turken. De prins hoopte dat de benedictijnen voor de wederopbouw van het dorp zouden zorgdragen. Er heerste echter hongersnood en Weichlein verzocht de abt om een andere dienstbetrekking, hetgeen door de abt werd geweigerd.
Op 8 september 1706 overleed Weichlein in Maria Haid aan tyfus.

## Werken
Er zijn twee muziekuitgaven van Weichlein bekend:
- Encaenia Musices (Innsbruck, 1695), bundel met twaalf instrumentale sonates, opgedragen aan keizer Leopold I.
- Parnassus ecclesiastico-musicus (Ulm, 1702), miscomposities.

Daarnaast heeft hij nog diverse andere werken geschreven, zoals Canon über das Post-Hörnl a violinis (1686).